# رانولفو کورتس
رانولفو کورتس (انگلیسی: Ranulfo Cortés؛ زادهٔ ۹ ژوئیه ۱۹۳۴ - درگذشته نامشخص) بازیکن فوتبال اهل مکزیک بود.
از باشگاه‌هایی که در آن بازی کرده‌است می‌توان به باشگاه فوتبال دپورتیوو اورو اشاره کرد.
وی همچنین در تیم ملی فوتبال مکزیک بازی کرده‌است.